# Bas van Prooijen
Bas van Prooijen (28 augustus 1995) is een Nederlands acteur.
Van Prooijen is sinds 2009 actief als acteur. In 2011 speelde hij de hoofdrol in de telefilm De sterkste man van Nederland. Hij was in 2012 kort te zien als Niels Verpaalen in de soapserie Goede tijden, slechte tijden.

## Filmografie

### Film
- 2011 De sterkste man van Nederland – Luuk
- 2013 Bobby en de geestenjagers – Benno
- 2014 Oorlogsgeheimen – Pieke
- 2014 Dansen op de vulkaan – Stefan
- 2015 Michiel de Ruyter – Gijs
- 2015 Jack bestelt een broertje – agent Stefan

### Televisie
- 2009 Verborgen Verhalen – Dennis
- 2009–2010 Slot Marsepeinstein – Jonas
- 2011 Seinpost Den Haag – Nico
- 2011 Van God Los – afl. 1.07: Kortsluiting – Rody
- 2012 VRijland – Lars
- 2012 Goede tijden, slechte tijden – Niels Verpaalen
- 2014 Moordvrouw – jongen
- 2014 Flikken Maastricht – Sander Reynders
- 2017 Beschuldigd – Timo Kamstra